# Rue de la Courtine
La rue de la Courtine (en alsacien : Steingass) est une voie de Strasbourg rattachée administrativement au quartier Centre. Elle part entre le quai Lezay-Marnésia et le quai Sainte-Attale (ancien quai Saint-Étienne) pour rejoindre la place Saint-Étienne, en longeant le collège du même nom, et reçoit, au nord, une petite voie en cul-de-sac, l'impasse des Pierres.

## Toponymie

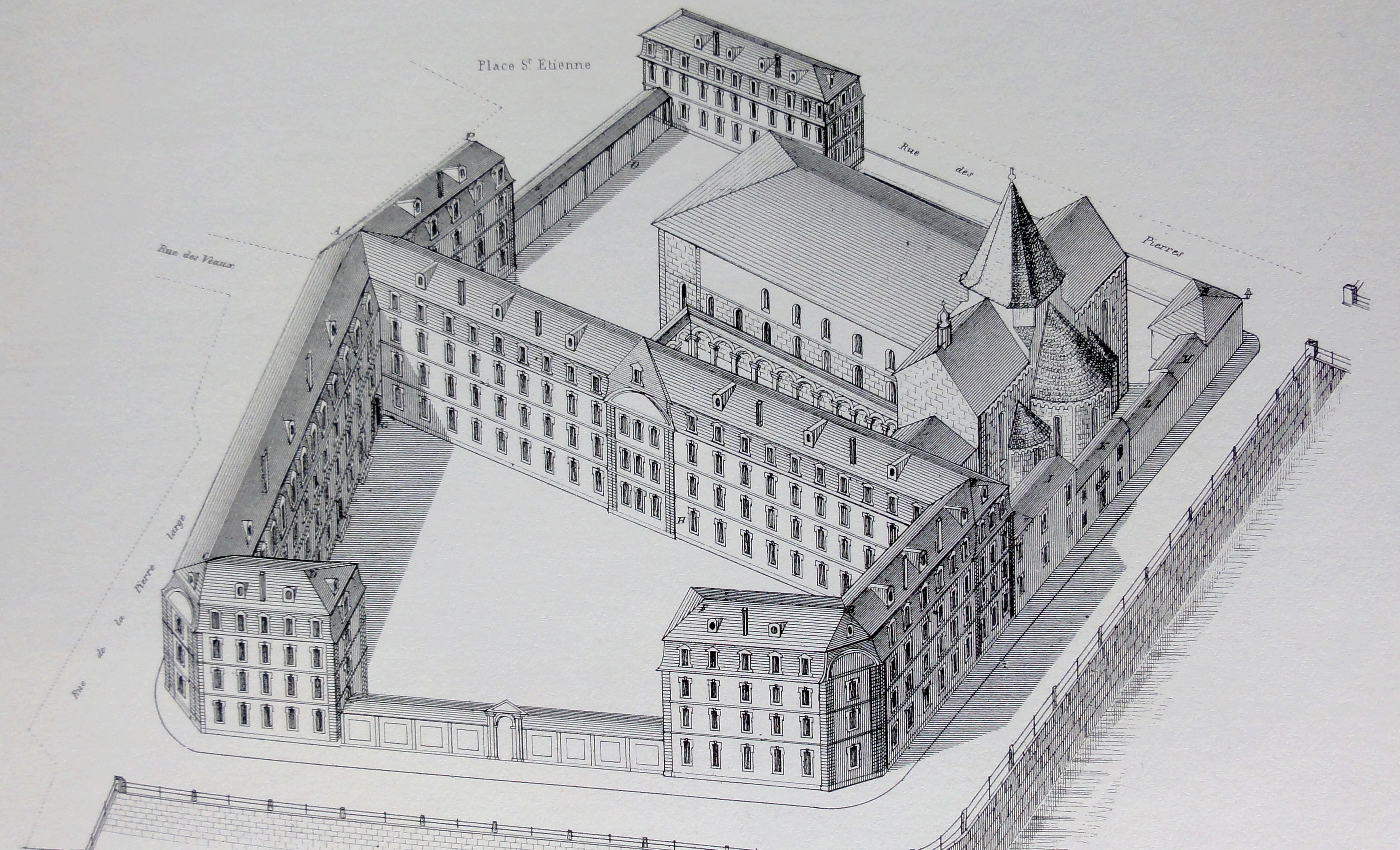
La rue des Pierres figurant sur une représentation du petit séminaire et de l'église en 1860.

Au fil des siècles, la voie porte successivement différentes dénominations, en allemand ou en français. La première, Bei St Stephan (XIVe siècle), fait explicitement référence à sa proximité avec l'église Saint-Étienne, dont le vocable est mentionné pour la première fois dès 801, même si cet ancien couvent a probablement été édifié sur les fondations d'un bâtiment du Bas-Empire romain.
Ensuite se sont succédé Steingässel (XVIIIe siècle) — « la ruelle menant à la poterne de pierre » (Steintörlein) —, rue de la Porte de la Pierre (1765), petite rue de Pierres (1786), rue de Pierre (1792), ruelle de Beaurepaire (1794), rue des Pierres (1817, 1871, 1918, 1945), Stein-Gässlein (1817), rue de la Courtine des Juifs (1823), Judencourtinegasse (1872), Steingasse (1882, 1940), Breitensteingasse (1942) et enfin rue de la Courtine en 1971.

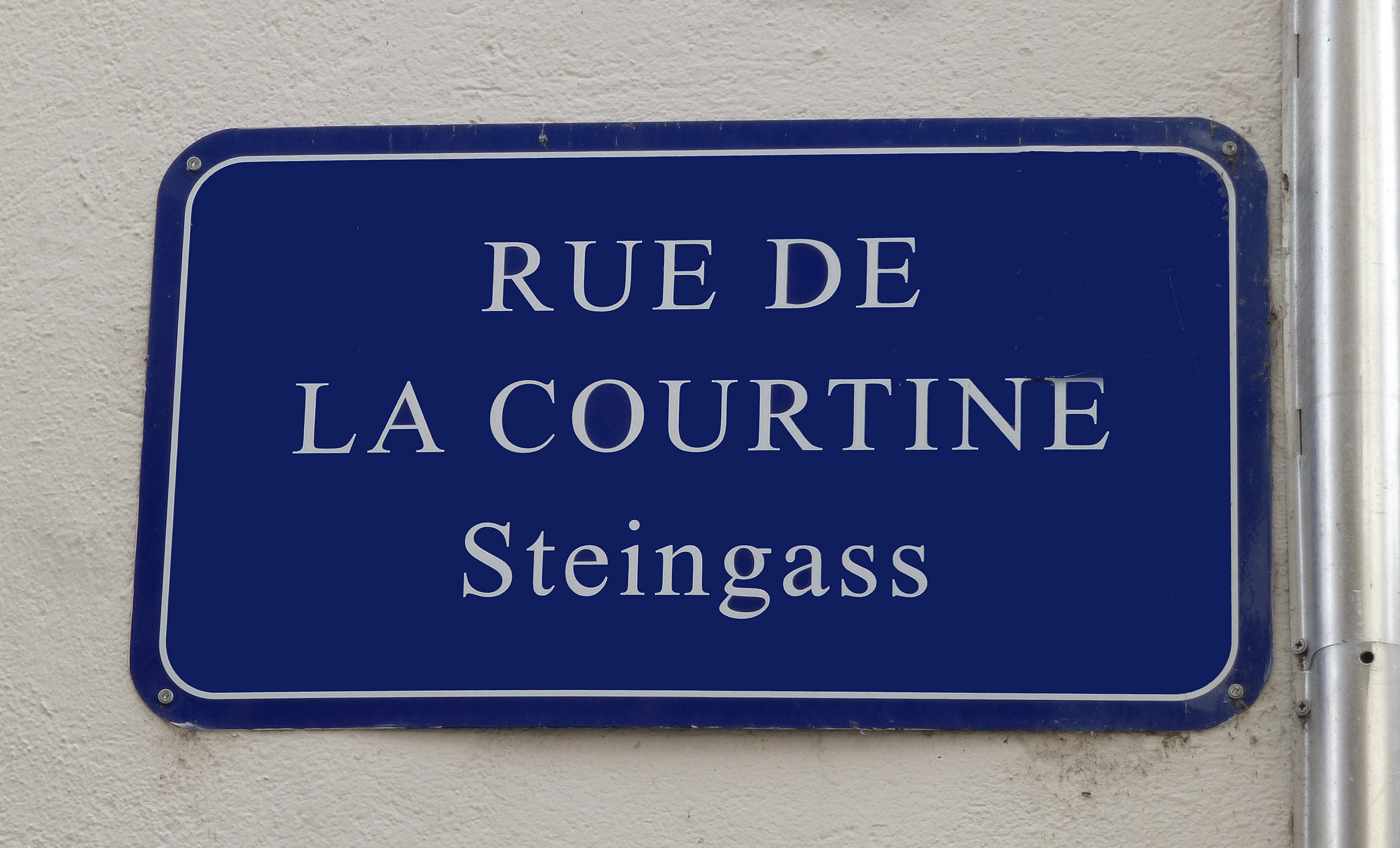
Plaque bilingue.

L'appellation actuelle est une abréviation de la « rue de la Courtine des Juifs » qui désignait la rue se trouvant au-delà du canal du Faux-Rempart, l'actuelle rue des Pontonniers.
Des plaques de rues bilingues, à la fois en français et en alsacien, sont mises en place par la municipalité à partir de 1995. C'est le cas de la Steingass.

## Bâtiments remarquables
Côté pairSuivant le tracé de l'ancienne rue des Pierres qui longeait au nord l'enclos du monastère Saint-Étienne, la rue de la Courtine est bordée par les bâtiments du collège épiscopal Saint-Étienne, reconstruits en 1858 par l'architecte strasbourgeois Eugène Petiti, à partir des anciens bâtiments conventuels.
Après une histoire mouvementée, il ne subsiste que le transept et le chœur de l'église médiévale, qui se trouve désormais dans l'enceinte du collège dont elle fait office de chapelle.

La rue longeant le collège épiscopal.
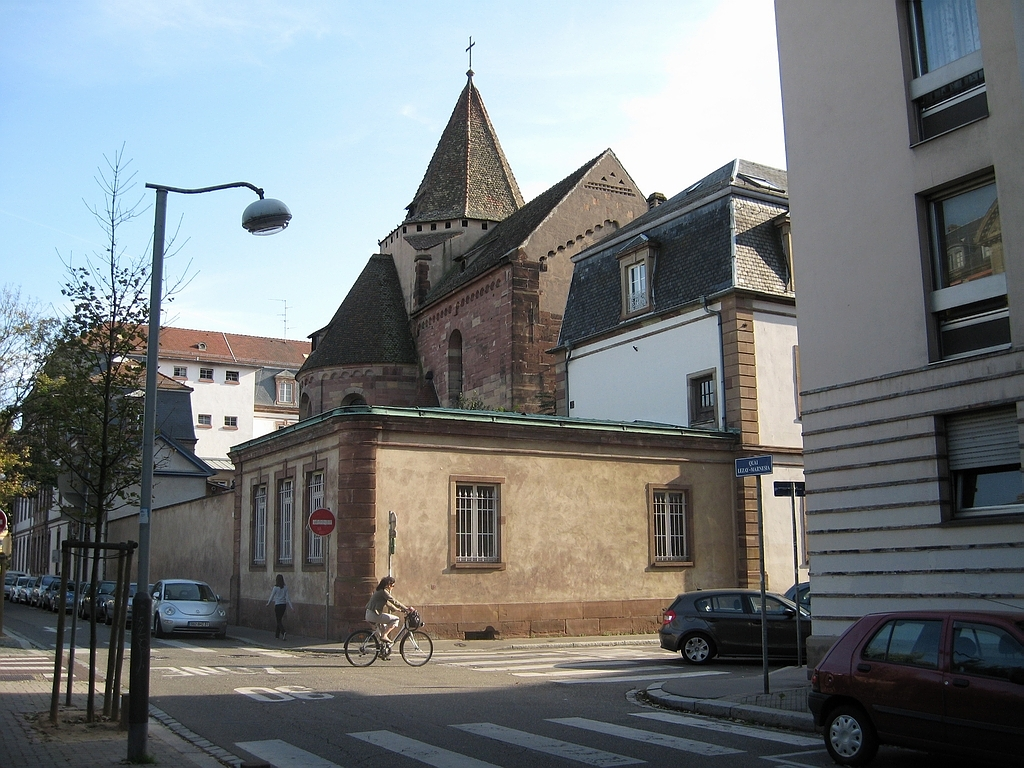
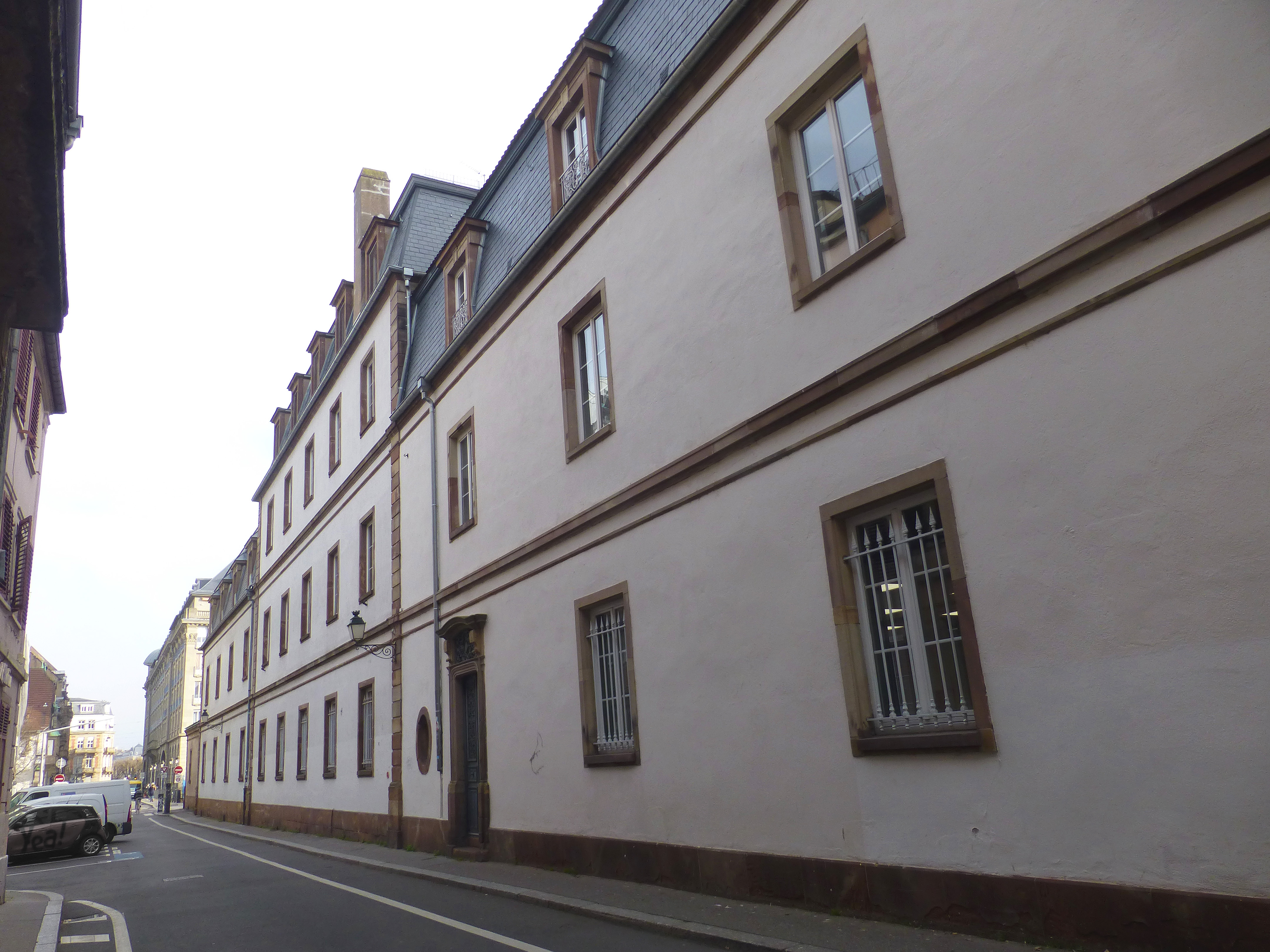
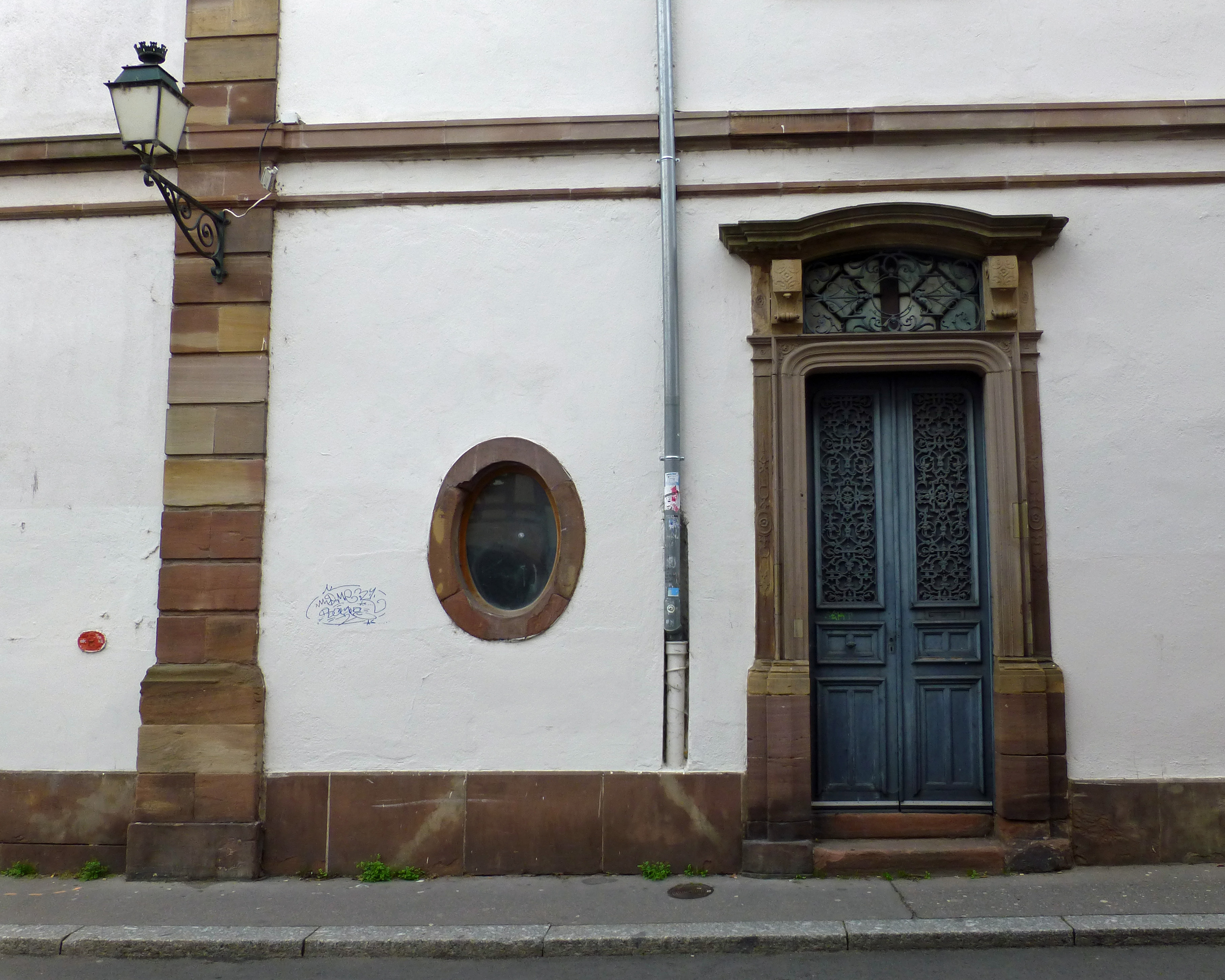

Côté impairAu no 1a, la « maison Laucher » doit son nom à un professeur de musique, Antoine Aloïse Laucher, qui acquiert une bâtisse du XVIIe siècle, ainsi que sa voisine, en 1828, les fait démolir, puis en reconstruit une nouvelle vers 1830. Cet édifice présente une symétrie centrale, avec une porte à chaque extrémité. Le milieu du premier étage est occupé par un balcon. L'édifice est légèrement endommagé lors des bombardements d'août et septembre 1944.

Maison Laucher (n° 1a).
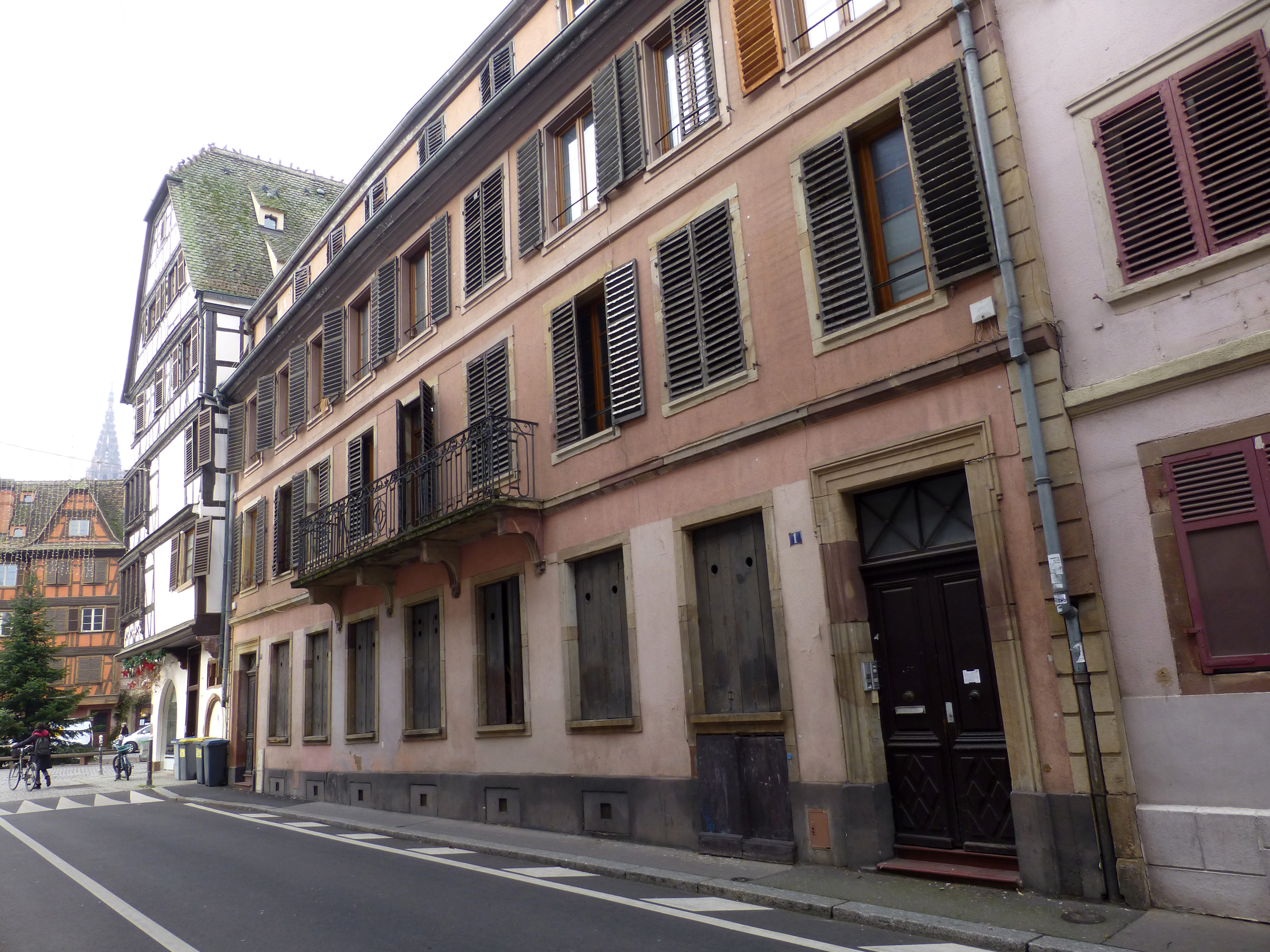
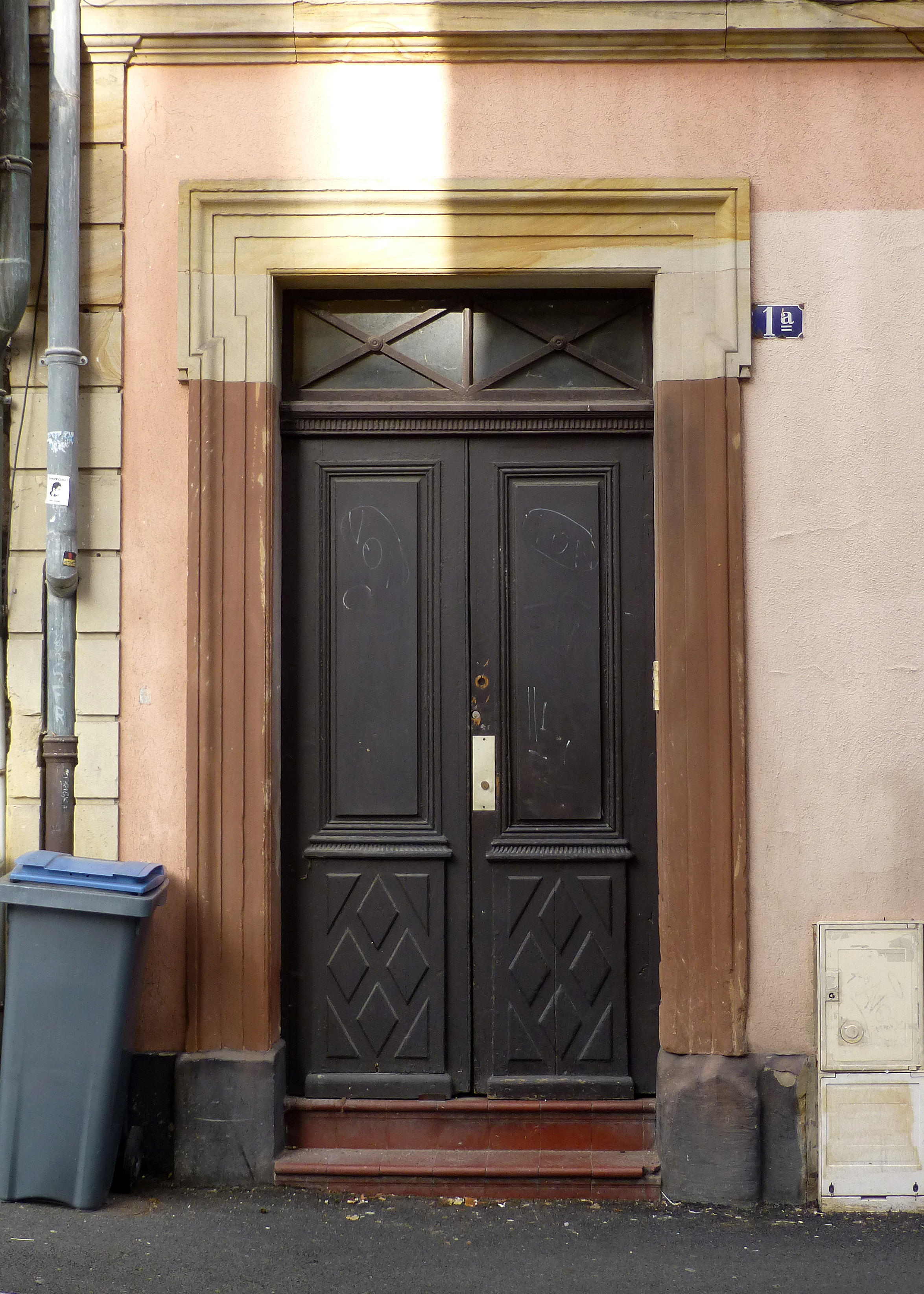

Du même côté de la rue, la plupart des autres bâtiments ont été construits ou reconstruits au cours du XXe siècle.
Ceux qui se trouvent à l'angle du quai Lezay-Marnésia (ancien quai Kléber à cet endroit) ont été édifiés en 1972 sur l'emplacement des Bains Kléber de 1840,.